# 太田氏長臂金龜
太田氏長臂金龜（學名：Cheirotonus otai）是一種已滅絕的鞘翅目金龜子科的昆蟲，化石發現自日本鳥取縣鳥取市。